# Yi Xie
Xie Yi (chinesisch 謝毅 / 谢毅, Pinyin Xiè Yì; geb. 23. Juli 1967) ist eine chinesische Chemikerin und Professorin an der Chinesischen Universität für Wissenschaft und Technik (USTC). Sie ist für ihre Arbeiten in der anorganischen Festkörperchemie bekannt, insbesondere bei der Erforschung und Entwicklung von Nanomaterialien für Energie- und Umwelttechnologien.

## Leben
Xie Yi studierte Chemie an der Xiamen-Universität und erwarb dort 1988 einen Bachelorabschluss. Ihren Doktorgrad erhielt sie 1996 an der Chinesischen Universität für Wissenschaft und Technik. Danach arbeitete sie als Postdoktorandin an der State University of New York at Stony Brook, bevor sie 1998 durch Förderung des National Science Fund for Distinguished Young Scholars zur Professorin an die USTC berufen wurde. Im Jahr 2000 wurde sie als Distinguished Professor im Rahmen des Changjiang Scholars-Programms des chinesischen Bildungsministeriums ausgezeichnet. Seit 2009 ist sie Vorsitzende des akademischen Komitees der School of Chemistry and Materials Science der USTC. 2013 wurde sie in die Chinesische Akademie der Wissenschaften (CAS) aufgenommen und 2015 in die World Academy of Sciences (TWAS) gewählt.

## Wirken
Xie Yi ist vor allem für ihre Forschung auf dem Gebiet der anorganischen Festkörperchemie auf Nanometerebene bekannt. Ihre Arbeit umfasst mehrere grundlegende Beiträge:
So entwickelte sie 1998 die solvothermale Methode zur Herstellung nichtoxidischer Materialien, für die sie 2001 den Zweiten Preis des National Natural Science Award erhielt.
Im Jahr 2012 schuf sie die Methode der synergistischen Nutzung binärer Strukturmerkmale für die Synthese anorganischer Funktionsmaterialien, wofür sie erneut mit dem Zweiten Preis des National Natural Science Award ausgezeichnet wurde.
Überdies erarbeitete sie Strategien zur gezielten Steuerung elektronischer und phononischer Transporteigenschaften durch Phasenübergänge auf Nanometerebene und entwickelte dadurch wirksame thermoelektrische Materialsysteme.
Ein weiterer wesentlicher Beitrag liegt in der Aufklärung von Struktur-Wirkungs-Beziehungen bei zweidimensionalen Halbleiterkristallen, insbesondere in den Bereichen Photo- und Elektrokatalyse sowie thermoelektrische Umwandlung.
Im Jahr 2016 schuf Xie Yi mit ihrer Forschungsgruppe eine bedeutende Innovation, indem sie einen neuen Kobalt-basierten Katalysator entwickelte, der eine hocheffiziente elektrochemische Reduktion von Kohlendioxid zu flüssigem Kraftstoff bei niedriger Überspannung ermöglicht. Diese Entdeckung wurde vom chinesischen Ministerium für Wissenschaft und Technologie als die bedeutendste wissenschaftliche Leistung des Jahres 2016 ausgezeichnet.
Xie hat über 400 wissenschaftliche Artikel veröffentlicht, darunter in anerkannten Fachzeitschriften wie Nature und führenden Chemie-Zeitschriften.
Für ihre Forschungsleistungen erhielt sie zahlreiche Preise, darunter den TWAS Prize in Chemistry 2014 für ihre herausragenden Beiträge zur nanoskaligen anorganischen Festkörperchemie und den UNESCO-L’Oréal-Preis des Jahres 2015. Sie fungiert zudem als Editor in Chief von Science China Materials und als Mitglied der Herausgeberbeiräte mehrerer internationaler wissenschaftlicher Fachzeitschriften.